# Sisikon
Sisikon es una comuna suiza del cantón de Uri, situada en el extremo norte del cantón, en la riviera inferior del lago de los Cuatro Cantones. Limita al norte y este con las comunas de Morschach (SZ) y Riemenstalden (SZ), al sur con Bürglen y Flüelen, y al oeste con Bauen y Seelisberg.

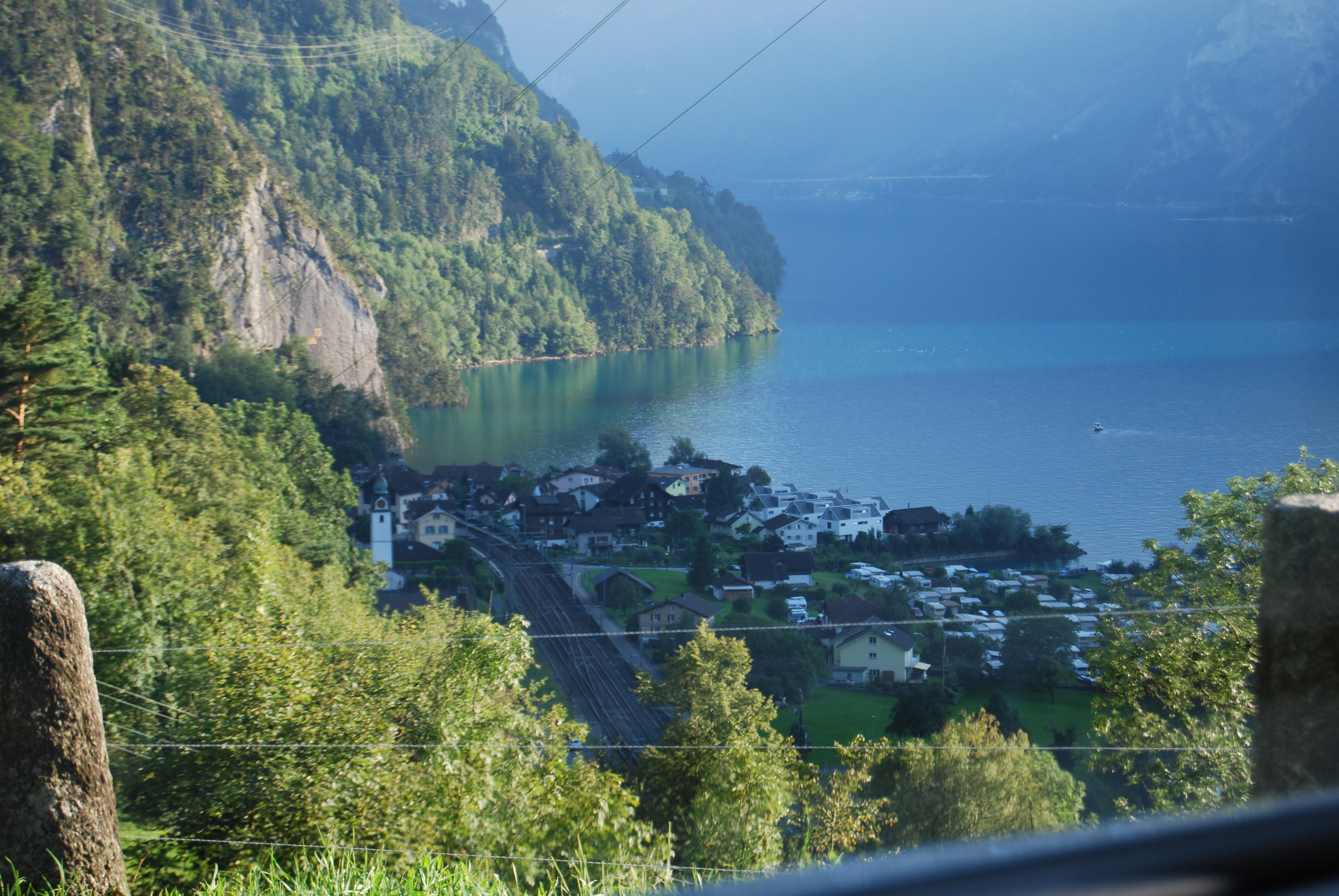
Sisikon